# Embajada de facto
Una embajada de facto es una oficina u organización que sirve de facto como una embajada en ausencia de relaciones diplomáticas normales u oficiales entre países (por lo tanto paradiplomacia). Por lo general, representa naciones que carecen de pleno reconocimiento diplomático, regiones o dependencias de países, o territorios sobre los cuales se cuestiona la soberanía. En algunos casos, puede concederse inmunidad diplomática y extraterritorialidad.

## Ejemplos de embajadas de facto

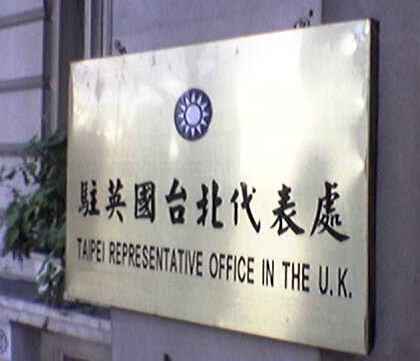
Letrero en la entrada de la Oficina Representativa de Taipéi en el Reino Unido

- Muchos países mantienen relaciones diplomáticas formales con la República Popular China, pero operan "misiones comerciales" u "oficinas de representación" no oficiales en Taipéi para tratar asuntos comerciales y consulares relacionados con Taiwán. A menudo, estas delegaciones pueden enviar solicitudes de visado a la embajada o consulado más cercano en lugar de procesarlas localmente.[2] Del mismo modo, Taiwán mantiene "oficinas de representación" en otros países, que manejan las solicitudes de visado, así como las relaciones con las autoridades locales.[3] Estos establecimientos utilizan el término "Taipéi" en lugar de "Taiwán" o "República de China", ya que el término "Taipéi" evita implicar que Taiwán sea un país separado o que haya "dos Chinas", lo cual causaría dificultades para sus países anfitriones.

- Antes de la reunificación de Alemania, Alemania Occidental y Alemania Oriental estaban representadas por "misiones permanentes"[4] respectivamente en Bonn y Berlín Oriental, encabezadas por "representantes permanentes", que actuaban como embajadores de facto.[5] Éstos fueron establecidos en virtud del artículo 8 del Tratado Básico en 1972.[6] Además, la RDA operó misiones no oficiales en otros países occidentales.

- Siguiendo su Declaración Unilateral de la Independencia en 1965, Rhodesia mantuvo misiones en el extranjero en Lisboa y Lourenço Marques (actual Maputo) hasta 1975[7] y un "Representante Diplomático Acreditado" en Pretoria.[8] También estableció oficinas representativas en Estados Unidos,[9] Reino Unido,[10] Australia[11][12] y Francia.[13] Dichas oficinas fueron cerradas o privadas de estatus diplomático por los gobiernos de los países anfitriones.

- Cuando Hong Kong estuvo bajo administración británica, China no estableció un consulado en lo que consideraba parte de su territorio nacional.[14] Sin embargo, el gobierno comunista de la República Popular de China en Beijing y su predecesor, el gobierno del Kuomintang de la República de China en Nanjing, establecieron una representación de facto en la colonia. En 1956, el primer ministro chino, Zhou Enlai, pidió la apertura de una oficina de representación en Hong Kong, pero ante la oposición de las autoridades (lideradas por el gobernador Alexander Grantham),[15] la República Popular China fue representada no oficialmente en Hong Kong por la oficina en Hong Kong de la Agencia de Noticias Xinhua, que operaba en la colonia desde 1945.[16] Cuando Macao estaba bajo administración portuguesa, la República Popular de China estaba representada extraoficialmente por la compañía comercial Nanguang.[17] Esto más tarde se conoció como China Central Enterprise Nam Kwong.[18] Establecido en 1949, oficialmente para promover los lazos comerciales entre Macao y la China continental, funcionó como representante no oficial y "gobierno en la sombra" de la República Popular China en relación con la administración portuguesa.[19] También sirvió para desafiar al "Comisariado Especial del Ministerio de Relaciones Exteriores de la República de China" que representaba al gobierno del Kuomintang en Taiwán.[19] Dicho comisariado fue cerrado en 1966, como consecuencia de manifestaciones pro-comunistas conocidas como Incidente 12-3.[20]

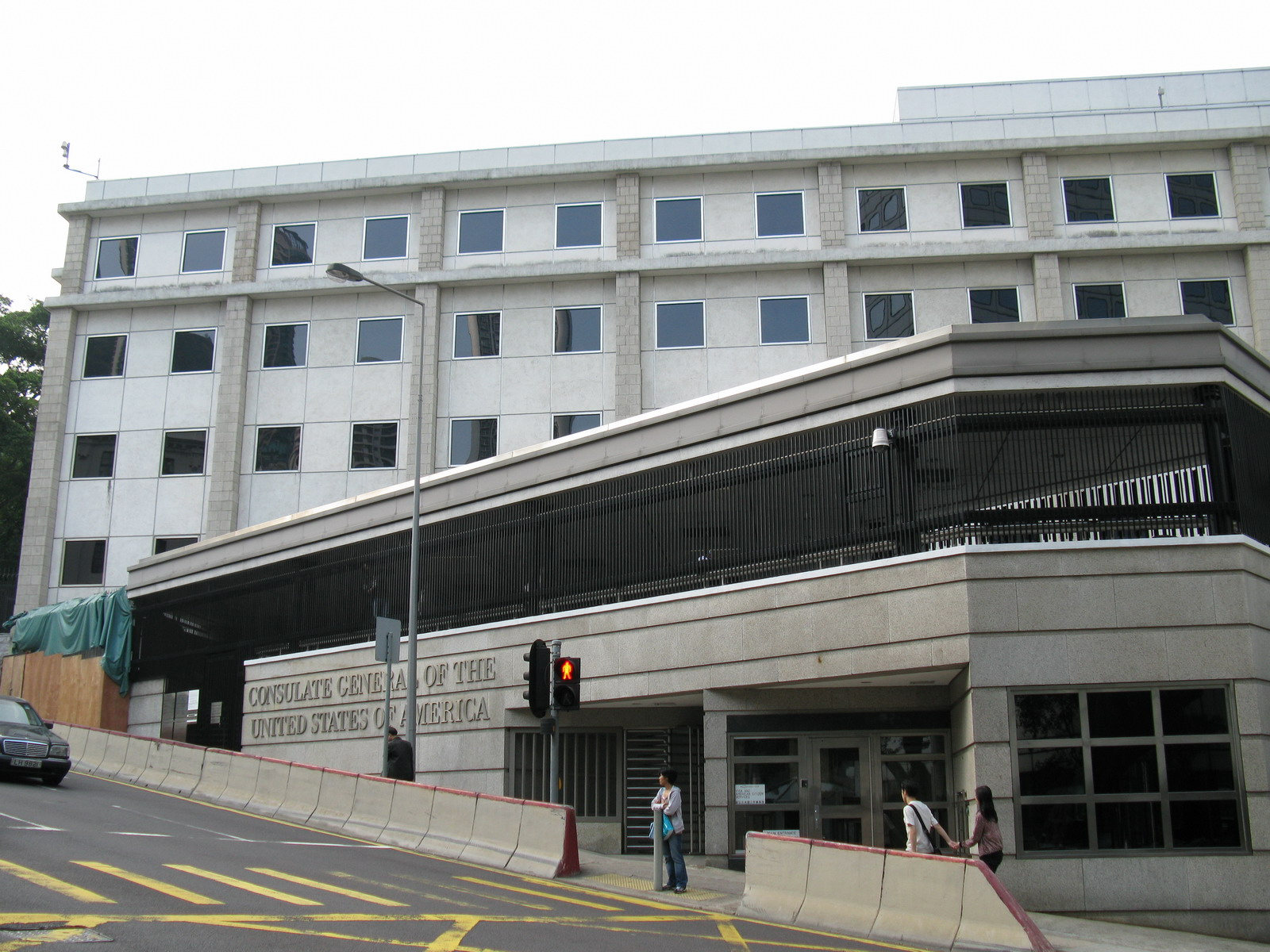
Consulado de Estados Unidos en Hong Kong

- Debido al estatus de Hong Kong como Región Administrativa Especial, las misiones diplomáticas extranjeras funcionan independientemente de sus embajadas en Beijing, dependiendo directamente de sus ministerios de relaciones exteriores.[21] Del mismo modo, las Oficinas Económicas y Comerciales de Hong Kong disfrutan de algunos privilegios e inmunidades equivalentes a los de una misión diplomática en virtud de la legislación aprobada por países anfitriones como el Reino Unido,[22] Canadá[23] y Australia.[24] Bajo administración británica, eran conocidas como Oficinas Gubernamentales de Hong Kong, y estaban encabezadas por un Comisionado.[25][26]

### Secciones de intereses
Una Sección de Intereses es un tipo de embajada de facto en donde los países que han roto las relaciones bilaterales directas pueden ser representados por una dependencia de otra embajada, perteneciente a un tercer país que ha acordado servir como un poder protector reconocido por ambos países. Cuando las relaciones son excepcionalmente tensas, como durante una guerra, la sección de intereses está compuesta por diplomáticos del poder protector. Sin embargo, si el país anfitrión está de acuerdo, una sección de intereses puede estar compuesta por diplomáticos del país de origen. 
Algunos ejemplos de secciones de intereses son los siguientes:
- Estados Unidos está nominalmente representado en Irán por una sección de intereses de la embajada suiza en Teherán.[27] No hay diplomáticos estadounidenses en la sección de intereses, aunque en julio de 2008 se hizo una propuesta para colocarlos.[28] Esta propuesta fue descartada por el presidente George W. Bush en octubre de ese año.[29] La sección de intereses iraní correspondiente a los Estados Unidos se aloja como parte de la embajada de Pakistán en Washington.[30]

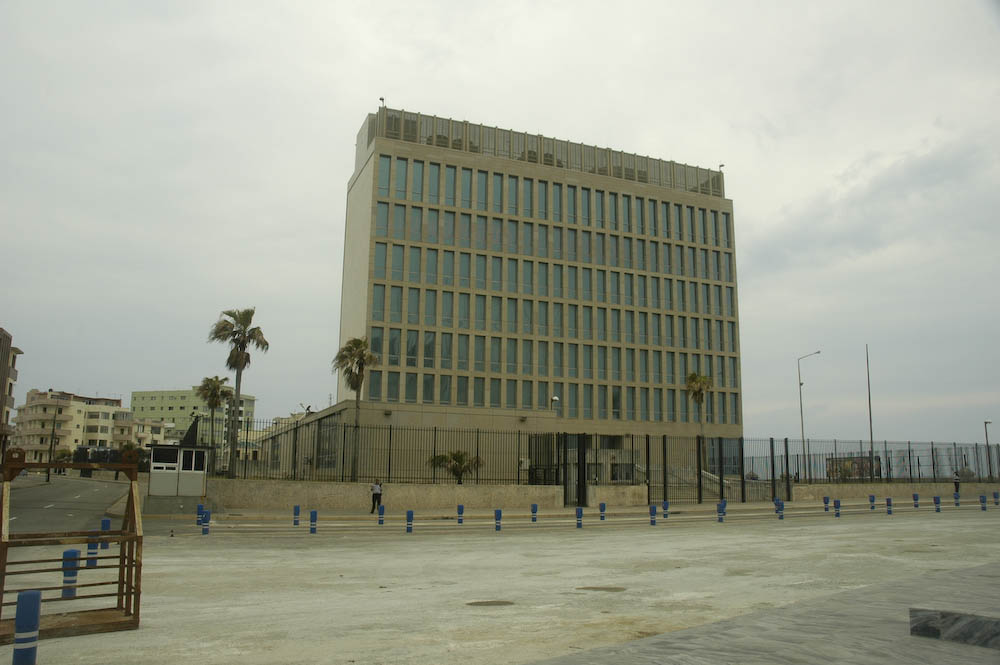
La sección de intereses de Estados Unidos de la embajada de Suiza en La Habana en febrero de 2007. Entre 1961 y 2015, Suiza fue el poder protector de los Estados Unidos en Cuba.

- Antes del restablecimiento de las relaciones diplomáticas el 20 de julio de 2015, Estados Unidos estaba representado por una sección de intereses en la embajada suiza en La Habana, mientras que la sección cubana correspondiente a los Estados Unidos estaba alojada como parte de la embajada suiza en Washington.[31][32] El antiguo edificio de la embajada en La Habana albergó la "sección de intereses" en Cuba entre 1977 y 2015. Aunque formalmente era parte de la embajada suiza en Cuba, la sección era manejada por estadounidenses.[33]

- Después del estallido de la Guerra del Golfo en 1991, cuando se rompieron las relaciones diplomáticas entre Estados Unidos e Irak, Estados Unidos estuvo representado por una sección de intereses de la embajada polaca en Bagdad[34] (manejada por un diplomático polaco[35]), mientras que Irak estaba representado por una sección de intereses de la embajada argelina en Washington.[36] Del mismo modo, Irak mantuvo una sección de intereses en la embajada jordana en Londres,[37] mientras que Gran Bretaña estuvo representada por una sección de intereses en la embajada soviética en Bagdad.[38] Los dos países habían interrumpido relaciones diplomáticas antes durante la Guerra de los Seis Días en 1967, lo que llevó al establecimiento en 1972 de una sección de intereses de los Estados Unidos en la embajada belga en Bagdad y una sección de intereses iraquíes en la embajada de India en Washington.[39] Las relaciones diplomáticas completas se restablecieron en 1984.[40]

- Tras la ruptura de las relaciones diplomáticas entre Gran Bretaña y Argentina durante la Guerra de las Malvinas en 1982, había una Sección de intereses británica de la embajada de Suiza en Buenos Aires, con Suiza encargándose de la antigua embajada británica y dos Consulados Generales.[41] Había también una sección de intereses argentina de la embajada de Brasil en Londres.[42] Hasta 1989, las dos secciones de intereses no podían tener comunicaciones directas con sus gobiernos de origen, sino que debían comunicarse a través de las embajadas anfitrionas, mientras que los diplomáticos no podían tener contactos directos con sus respectivas cancillerías, sino que debían ir a través de las embajadas suiza y brasileña.[43]